# XY-система визначення статі

Статеві хромосоми дрозофіл

Система визначення статі XY — це система визначення статі, яка зустрічається у людини, більшості інших ссавців, деяких комах (дрозофіли), деяких змій, деяких риб (гупі) та деяких рослин (гінкго). У цій системі стать індивіда визначається парою статевих хромосом. Жінки, як правило, мають дві однотипні статеві хромосоми (XX) і називаються гомогаметичною статтю. Зазвичай чоловіки мають два різних статевих хромосоми (XY) і називаються гетерогаметичним статтю.
У людей наявність Y-хромосоми відповідає за запуск чоловічого розвитку; за відсутності Y-хромосоми плід зазнає жіночого розвитку. Більш конкретно, саме ген SRY, розташований на Y-хромосомі, є важливим для чоловічої диференціації. Варіації каріотипу статевого гена можуть включати рідкісні порушення, такі як XX чоловіки (часто через транслокацію гена SRY до хромосоми X) або дисгенез гонади XY у людей, які знаходяться зовні жінки (через мутації гена SRY). Крім того, спостерігаються й інші рідкісні генетичні зміни, такі як Тернерс (XO) та Клайнфельтерс (XXY).
Система XY по-різному контрастує із системою визначення статі ZW, виявленою у птахів, деяких комах, багатьох рептилій та різних інших тварин, у яких гетерогаметична стать — це самки. Протягом декількох десятиліть вважалося, що стать у всіх змій визначається системою ZW, але спостерігаються несподівані наслідки в генетиці видів у сімействах Удавові та Пітони; наприклад, партеногенне розмноження притаманне лише для жінок, а не для чоловіків, що є протилежним тому, що слід очікувати в системі ZW. У перші роки 21 століття подібні спостереження спонукали до досліджень, які показали, що всі досліджені пітони та удави, безумовно, мають систему XY визначення статі.
У деяких рептилій система визначення статі залежна від температури,

## Механізми
Усі тварини мають набір кодування ДНК для генів, присутніх у хромосомах. У людини, більшості ссавців, а також деяких інших видів стать кодують дві хромосоми, звані Х-хромосомою та Y-хромосомою. У цих видів один або кілька генів присутні на їх Y-хромосомі, які визначають чоловічість. У цьому процесі Х-хромосома і Y-хромосома діють для визначення статі потомства, часто завдяки генам, розташованих на Y-хромосомі, які кодують чоловічість. Потомство має дві статеві хромосоми: потомство з двома Х-хромосомами розвиватиме жіночі характеристики, а потомство з Х-і Y-хромосомою розвине чоловічі характеристики.

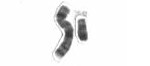
Чоловічі чоловічі хромосоми XY після групи G

У людини половина сперматозоїдів несуть Х-хромосому, а інша половина Y-хромосому. Один ген (SRY), присутній на Y-хромосомі, виступає сигналом для розвитку до чоловічої статі плоду. Наявність цього гена запускає процес вірилізації . Цей та інші фактори призводять до відмінностей статі у людини . Клітини самок, що мають дві Х-хромосоми, піддаються X-інактивації, при якій одна з двох Х-хромосом інактивується. Інактивована Х-хромосома залишається всередині клітини як тіло Барра.
Люди, як і деякі інші організми, можуть мати рідкісну хромосомну структуру, що суперечить їх фенотипічній статі; наприклад, XX чоловіків або XY дисгенезу гонад (див. синдром нечутливості андрогенів). Крім того, може бути присутнім аномальне число статевих хромосом (анеуплоїдія), наприклад , синдром Тернера, в якому присутня одна Х-хромосома, і синдром Клайнфелтера, в якому присутні дві Х-хромосоми і Y-хромосома, синдром XYY та синдром XXYY . Інші менш поширені хромосомні пристрої включають: синдром потрійного Х, 48, XXXX та 49, XXXXX .

### Інші тварини
У більшості ссавців стать визначається наявністю Y-хромосоми. «Жіноча стать» — це стать за замовчуванням через відсутність Y-хромосоми. У 30-х роках Альфред Джост визначив, що тестостерон необхідний для розвитку протоків Вольфа в самці кролика.
SRY — ген, що визначає стать, на хромосомі Y у теріан (плацентарних ссавців та сумчастих). Нелюдські ссавці використовують кілька генів на Y-хромосомі. Не всі гени, що специфічні для чоловіків, розташовані на Y-хромосомі. Монотреме, метисе, використовують п'ять пар різних хромосом XY з шістьма групами генів, пов'язаних між собою, AMH є головним комутатором. Інші види (включаючи більшість видів Drosophila) використовують наявність двох Х-хромосом для визначення жіночості: одна Х-хромосома дає передбачувану чоловічість, але наявність генів Y-хромосоми необхідна для нормального розвитку чоловіків.

### Інші системи
Птахи та багато комах мають подібну систему визначення статі (система визначення статі ZW), в якій саме самки гетерогаметичні (ZW), а самці — гомогаметичні (ZZ).
Багато комах порядку Hymenoptera натомість мають систему (гапло-диплоїдна система визначення статі), де самці є гаплоїдними особинами (у яких є лише одна хромосома кожного типу), а самки — диплоїдні (хромосоми з'являються парами) . Деякі інші комахи мають систему визначення статі X0, де лише один тип хромосоми з'являється в парах для самки, але один у самців, в той час як всі інші хромосоми з'являються парами обох статей.

## Впливи

### Генетичні

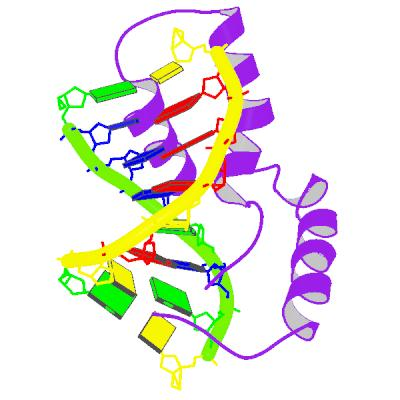
Зображення білка PBB SRY

Здавна вважається, що жіноча форма є типовим шаблоном для плодів ссавців обох статей. Після виявлення гена SRY, що визначає яєчко, багато вчених перейшли до теорії про те, що генетичний механізм, який змушує плід розвиватися у чоловічій формі, був ініційований геном SRY, який, як вважалося, відповідає за вироблення тестостерону і загальний вплив на розвиток організму та мозку. Ця перспектива все ще поділяє класичний спосіб мислення; що для створення двох статей, природа розробила жіночий шлях за замовчуванням та активний шлях, за допомогою якого чоловічі гени ініціювали б процес визначення чоловічої статі, як щось, що розробляється на додаток до жіночої форми за замовчуванням. Однак в інтерв'ю для вебсайту Rediscovering Biology дослідник Ерік Вілайн розповів, як змінилася парадигма після відкриття гена SRY: У ссавців, включаючи людей, ген SRY відповідає за запускання розвитку недиференційованих статевих залоз у яєчки, а не в яєчники . Однак є випадки, коли яєчки можуть розвиватися за відсутності гена SRY (див. Розвороту статі). У цих випадках ген SOX9, що бере участь у розробці яєчок, може спонукати їх розвиток без допомоги SRY. За відсутності SRY та SOX9 ніякі яєчки не можуть розвиватися, і шлях ясний для розвитку яєчників. Незважаючи на це, відсутність гена SRY або замовчування гена SOX9 недостатньо, щоб викликати статеву диференціацію плода в жіночому напрямку. Нещодавнє відкриття свідчить про те, що розвиток та підтримка яєчників — це активний процес регульований експресією гена «жіночої статі», FOXL2 . В інтерв'ю для видання TimesOnline співавтор дослідження Робін Ловелл-Бедж пояснив важливість відкриття: 
We take it for granted that we maintain the sex we are born with, including whether we have testes or ovaries. But this work shows that the activity of a single gene, FOXL2, is all that prevents adult ovary cells turning into cells found in testes.

#### Наслідки
Розгляд генетичних детермінант статі людини може мати широкі наслідки. Вчені вивчають різні системи визначення статі у фруктових мух та моделей тварин, щоб спробувати зрозуміти, як генетика статевої диференціації може впливати на біологічні процеси, такі як розмноження, старіння та захворювання.

### Материнська
У людини та багатьох інших видів тварин батько визначає стать дитини. У системі визначення статі XY яйцеклітина, що надається жінкою, вносить X- хромосому, а представлена чоловіком сперма вносить або X-хромосому, або Y-хромосому, в результаті чого, відповідно, жіноче (XX) або чоловіче (XY) потомство.
Рівень гормонів у батьків-чоловіків впливає на статеве співвідношення сперми у людини. Материнські впливи також впливають на те, які сперматозоїди швидше досягають зачаття .
Яйцеклітини людини, як і у інших ссавців, покриті товстим напівпрозорим шаром, який називається zona pellucida, через який сперма повинна проникнути, щоб запліднити яйцеклітину. Нещодавно, коли розглядається просто як перешкода заплідненню, зона пелюциди може замість цього функціонувати як складна система біологічної безпеки, яка хімічно контролює потрапляння сперми в яйцеклітину і захищає запліднену яйцеклітину від додаткових сперматозоїдів.
Останні дослідження показують, що людські яйцеклітини можуть виробляти хімічну речовину, яка, як видається, приваблює сперму та впливає на їх плавальний рух. Однак не всі сперматозоїди впливають позитивно; деякі, здається, залишаються невпливовими, а деякі насправді віддаляються від яйця.
Можливі також материнські впливи, які впливають на визначення статі таким чином, щоб породити братних близнюків, однаково зважених між чоловіком та однією жінкою.
Виявлено, що час, коли відбувається осіменіння під час циклу еструму, впливає на статеве співвідношення потомства людей, великої рогатої худоби, хом'яків та інших ссавців. Гормональні та рН умови в жіночому репродуктивному тракті змінюються в залежності від часу, і це впливає на статеве співвідношення сперми, яка досягає яйцеклітини.

## Історія

### Старовинні ідеї щодо визначення статі
Арістотель вважав, що стать немовляти визначається тим, скільки тепла мала сперма людини під час осіменіння. Він написав: 
...the semen of the male differs from the corresponding secretion of the female in that it contains a principle within itself of such a kind as to set up movements also in the embryo and to concoct thoroughly the ultimate nourishment, whereas the secretion of the female contains material alone. If, then, the male element prevails it draws the female element into itself, but if it is prevailed over it changes into the opposite or is destroyed.
 Арістотель стверджував, що саме чоловічий принцип є рушійним фактором, що визначає стать, такий, що якщо чоловічий принцип буде недостатньо виражений під час розмноження, плід розвиватиметься як самка.

### Генетика 20 століття
Нетті Стівенс та Едмунд Бічер Вілсон приписують незалежне відкриття в 1905 р. Хромосомної системи визначення статі XY, тобто того, що чоловіки мають статеві хромосоми XY, а жінки мають XX статеві хромосоми.
Перші підказки про існування фактора, що визначає розвиток яєчок у ссавців, з'явилися в результаті експериментів, проведених Альфредом Джостом який кастравав ембріональних кроликів внутрішньоутробно і помітив, що всі вони розвиваються як самки.  
[джерело?]
У 1959 р. С. Д. Форд та його команда, після експериментів Джоста, виявили що Y-хромосома необхідна для розвитку плода як чоловіка, коли вони обстежували пацієнтів із синдромом Тернера, які виросли як фенотипічні жінки, і виявили вони повинні бути X0 (гемізиготні для X і немає Y). У той же час, Jacob & Strong описав випадок хворого на синдром Клайнфельтера (XXY) який передбачав наявність хромосоми Y у розвитку чоловічої статі.
Усі ці спостереження призводять до консенсусу, що домінантний ген, який визначає розвиток яєчок (TDF), повинен існувати на людській Y-хромосомі. Пошук цього фактора, що визначає яєчка (TDF), привів групу вчених в 1990 році, щоб виявити область Y-хромосоми, необхідну для визначення статі чоловічої статі, яка отримала назву SRY (область, що визначає стать Y хромосома).